# Frederick E. Morgan
El tinent general Sir Frederick Edgeworth Morgan KCB (5 de febrer de 1894 – 19 de març de 1967) va ser un oficial de l'exèrcit britànic que participà en les dues guerres mundials. És principalment conegut per ser el cap de l'estat major del Comandament Suprem Aliat (Chief of Staff to the Supreme Allied Commander - COSSAC), el planificador original de l'operació Overlord.
Graduat de la Reial Acadèmia Militar de Woolwich, Morgan va ser comissionat com a tinent de segona a la Royal Artillery el 1913. Durant la I Guerra Mundial serví al Front Occidental com a oficial subaltern i d'estat major. Posteriorment serví dos terminis amb l'exèrcit britànic a l'Índia.
Poc abans de l'esclat de la Segona Guerra Mundial, Morgan va ser promogut a brigadier i assumí el comandament del 1r Grup de Suport de la 1a divisió cuirassada, la qual comandà durant la batalla de França. Al maig de 1942 havia estat promogut a tinent general i nomenat comandant del I Cos. El Quarter General de Morgan va ser denominat Force 125, i va rebre l'encàrrec de dissenyar una amenaça contra Alemanya a través d'Espanya des de Gibraltar. Al març de 1943 va ser nomenat cap de l'estat major del Comandament Suprem Aliat, o COSSAC. Com a COSSAC dissenyà la planificació de l'operació Overlord. Quan el general estatunidenc Dwight Eisenhower esdevingué el Comandant Suprem Aliat, el major general Bedell Smith esdevingué el cap de l'estat major del Quarter General Suprem de la Força Expedicionària Aliada (SHAEF), i Morgan passà a ser adjunt del Cap de l'Estat Major.
Després de la guerra, Morgan serví com a cap d'operacions de l'Administració de les Nacions Unides pel Rescat i la Rehabilitació (UNRRA) a Alemanya, fins que el seu càrrec va ser eliminat després de la publicació off the record d'uns comentaris relatius a la incompetència i a la corrupció al UNRRA, incloent el desviament de recursos del UNRRA en suport d'ambicions sionistes. El 1951 Morgan esdevingué Controlador de l'Energia Atòmica, i va estar present a l'operació Hurricane, la primera prova nuclear britànica, que tingué lloc a les illes Montebello el 1952. La seva posició quedà abolida el 1954 amb la creació de l'Autoritat de l'Energia Atòmica del Regne Unit, però seguí com a Controlador de l'Armament Nuclear fins al 1956.

## Biografia
Frederick Edgworth Morgan va néixer a Paddock Wood, Kent el 5 de febrer de 1894, el gran dels 9 fills de Frederick Beverley Morgan, un importador de fusta, i la seva esposa Clare Elizabeth (nascuda Horrocks). Inicià els seus estudis a Hurstleigh, una escola privada de Tunbridge Wells el 1902. Ja de petit es decidí que Frederick seria oficial de l'exèrcit britànic i, el 1907, ingressà al Clifton College, un institut senyalat per les seves connexions amb la Reial Acadèmia Militar de Woolwich. A Clifton jugà al rugbi i al criquet, i serví al Cos de Cadets de l'Institut, que esdevindria el Cos d'Entrenament d'Oficials el 1908. Com a sergent cadet va ser un dels que participà en la marxa fins al Palau de Buckingham per a la coronació de Jordi V del Regne Unit el 1911. Posteriorment seria promogut al rang de tinent de segona. Morgan aprovà degudament l'examen d'accés per a Woolwich, ingressant-hi el 1912.
Morgan va ser comissionat com a tinent de segona de la Royal Artillery el 17 de juliol de 1913, unint-se a la 41a bateria, 42a Brigada, Reial Artilleria de Camp a Aldershot (Hampshire). Es presentà voluntari per servir a l'Índia i, el gener de 1914, salpà amb el Rewa de la British-India Steam Navigation Company, unint-se a la 84a bateria, 11a brigada, RFA, destinada a Jabalpur.

### Primera Guerra Mundial
Seguint a l'esclat de la Primera Guerra Mundial, la bateria de Morgan salpà cap al Front Occidental a l'octubre de 1914 com a part de la 3a Divisió (Lahore). Morgan gairebé va ser perdut quan un canó de 15 cm alemany el llençà a l'aire i l'enterrà en el forat d'un obús, sent evacuat a un hospital a Boulogne. Va rebre un breu permís a Anglaterra només per estar present quan la seva família rebés la notícia que el seu germà havia mort en acció. En tornar al front, Morgan esdevingué aide-de-camp del Brigadier Edward Spencer Hoare-Nairne, el comandant de l'artilleria de la divisió Lahore. L'artilleria continuà al Front Occidental quan el gruix de la divisió salpà cap a la campanya de Mesopotàmia. Com que costava més temps entrenar artilleria que infanteria, l'artilleria de la divisió Lahore actuà com a artilleria de la 2a Divisió Canadenca, de la 3a Divisió Canadenca, la 4a Divisió Australiana i, finalment, la 4a Divisió Canadenca, fins que la seva pròpia artilleria estava prou entrenada per ocupar el seu lloc.
Morgan esdevingué capità d'estat major al febrer de 1916 i va ser promogut temporalment al rang de capità al maig de 1916. L'artilleria divisional Lahore va ser dissolta a mitjans de 1917 i Morgan va ser destinat a la 42a Divisió (East Lancashire) com a capità d'estat major. El 15 d'agost de 1917 es casà amb Marjorie Cecile Whaite, la filla del coronel dels Serveis Mèdics de l'Exèrcit Thomas du Bédat Whaite. La parella s'havia conegut a bord del Rewa mentre es dirigien cap a l'Índia el 1914. Van tenir dues filles i un fill. Durant l'ofensiva dels cent dies serví com a major de brigada de la 42a Artilleria Divisional. Durant la guerra va ser Mencionat als Despatxos en dues ocasions, el 15 de maig de 1917 i el 5 de juliol de 1919.

### Període d'entreguerres
El 1919, Morgan es presentà voluntari per a una estada de 6 anys a l'Índia, unint-se a la 118a Bateria de Camp, 26a Brigada de Camp, a Deepctu, on es formà i entrenà pel servei al sub-continent. Aquell any la brigada es traslladà al seu nou destí a Jhansi. Després de 3 anys Morgan va ser traslladat a Attock, on comandà la Columna de Munició de la Divisió. El 1924 acceptà un destí temporal a l'estat major com a Adjunt a l'Ajudant General (Deputy Assistant Adjutant General – DAAG) del major general Sir Herbert Uniacke a la 1a Divisió (Peshawar) a Murree. El 1925 passà un any al quarter general del Comandament Nord del tinent general Sir Claud Jacob, on Morgan ajudà a planificar i a dirigir maniobres a gran escala.
Morgan tornà a Anglaterra el 1926, assumint el comandament de la 22a Bateria Pesada, equipada amb una mixtura de canons de 9 polsades, de 6 polsades, de 12 lliures i de 6 lliures, sent responsable de les defenses costaneres de Weymouth, Dorset. Encara capità, Morgan esperava que el seu següent destí seria per assistir a l'Acadèmia d'Estat Major de Camberley, car havia superat l'examen d'accés. En canvi, se li oferí una plaça a l'Acadèmia d'Estat Major de Quetta, havent de tornar a l'Índia. Entre els companys de classe a Quetta entre 1927 i 1928 trobem a William Slim, John Crocker, Kenneth Anderson, David Cowan, George Alan Vasey i Tommy Burns. Després de la graduació, Morgan va ser destinat a la 70a Bateria de Camp de Lucknow, i va ser oficial d'estat major d'artilleria al Quarter General del Comandament Occidental, a les ordres del Brigadier Henry Karslake. Quan Karslake esdevingué Major General, Royal Artillery, a Quarter General de l'Índia el 1931, s'emportà a Morgan a Delhi per servir amb ell com a Oficial d'Estat Major General (Grau 2). El 1932 Morgan finalment va ser promogut a Major, i amb graduació honorífica de tinent coronel el 1934.
De tornada a Inglaterra el 1934, Morgan assumí el comandament de la 4a Bateria antiaèria, desplegada a Malta durant la crisi diplomàtica que seguí la invasió italiana d'Abissínia el 1935. Serví a l'oficina de Guerra entre 1936 a 1938. Allà quedà cada cop més destorbat per la manca d'urgència amb la que el govern encarava una guerra que Morgan i els seus companys d'estat major veien com inevitable i imminent. Aquell any va ser promogut a coronel i esdevingué Oficial d'Estat Major General (Grau 1) de la 3a divisió, en la que el brigadier Bernard Montgomery comandava una brigada.

### Segona Guerra Mundial

#### La Batalla de França
He guanyat notables victòries sobre el paper i el mapa amb l'ajut de llapis i una màquina d'escriure. En el transcurs d'aquesta campanya, si hom pot dignificar el desastre, he vist generals francesos creant "masses de maniobra" imaginaries amb ratlles de llapis i disposar de concentracions hostils, que malauradament estaven tant al camp com al mapa, amb la goma d'esborrar. Qui era jo per criticar-los?
El 1939 Morgan va ser promogut a brigadier i assumí el comandament del 1r Grup de Suport de la 1a divisió cuirassada. Quan el 1r Grup de Suport va ser embarcat cap a França al maig de 1940 se li havien retirat els seus dos regiments d'artilleria de camp i dos batallons d'infanteria. Per tant, el comandament de Morgan només incloïa una força dels i un batalló territorial dels Reials Fusellers Gal·lesos en procés de convertir-se en un regiment antiaeri/antitanc i armat només de canons antitanc. El seu grup no podia complir la tasca habitual de donar suport a les brigades cuirassades de la divisió i, per tant, va ser enviat a reforçar la 51a divisió (Highland) al sud del riu Somme. Durant una retirada confusa la major part del Grup van ser capturats conjuntament amb la 51a divisió a Saint-Valery-en-Caux, però la resta, incloent a Morgan, van aconseguir fugir i van ser evacuats cap a Anglaterra.
La 1a divisió cuirassada va ser posteriorment reformada, esdevenint una reserva mòbil al sud-est d'Anglaterra. Tenia la missió de contraatacar en cas d'un exèrcit alemany invasor, i el I Grup de Suport va rebre dos batallons d'infanteria canadencs per aquest propòsit. El novembre de 1940 Morgan va ser nomenat brigadier de l'Estat Major General del II Cos, amb seu a Norfolk. Morgan va ser promogut a major general el 1941, rebent el comandament de la Divisió dels comtats de Devon i Cornwall, una formació estàtica creada per la defensa costanera. A l'octubre assumí el comandament de la 55a divisió d'infanteria (West Lancashire), una formació territorial de segona línia.
Al maig de 1942 va ser promogut al rang de tinent general i va rebre el comandament del Districte del I Cos, que incloïa Lincolnshire i l'East Riding of Yorkshire. A l'octubre d'aquell any el seu quarter general esdevingué una formació mòbil que va ser redenominada I Cos, situada a les ordres del tinent general Dwight Eisenhower. El quarter general del cos de Morgan passà a anomenar-se Force 125. va rebre el comandament de les divisions 1a i 4a, i la missió de fer front amb una amenaça alemanya des d'Espanya cap a Gibraltar.
Aquesta operació es demostrà innecessària, i les dues divisions de Morgan van ser enviades al nord d'Àfrica, mentre que ell passava a encarregar-se de planejar la invasió de Sardenya. Finalment, aquesta va ser abandonada en favor de la invasió aliada de Sicília. El quarter general del I Cos continuà al Regne Unit tot el temps, situat a l'1 de Cumberland prop de Marble Arch. Malgrat tot, Morgan adquirí una considerable experiència en la planificació operativa. El 2 de juny de 1943 Morgan va ser nomenat Company de l'orde del Bany.

#### COSSAC
A la Conferència de Casablancade gener de 1943, els Caps d'Estat Major Combinats acordaren establir una oficina per planificar operacions a l'Europa nord-oest el 1944. Estava previst que el Comandant Suprem Aliat fos britànic, i la pràctica habitual era que el comandant i el cap de l'estat major fossin de la mateixa nacionalitat, motiu pel qual es decidí nomenar un britànic pel paper de cap d'estat major del Comandant Suprem Aliat (Supreme Allied Commander (Designate) – COSSAC), amb un estatunidenc actuant com a segon. Al març de 1943, Morgan esdevingué el COSSAC. El brigadier Ray Barker esdevingué el seu segon. Inicialment, l'estat major de Morgan consistia en un ajudant, dos ordenances i un conductor. Morgan establí el seu quarter general a Norfolk House al 31 de St James's Square. Però, a l'octubre de 1943, aquest local ja era massa petit per a les necessitats del COSSAC, que reclamà instal·lacions capaces d'encabir-hi 320 oficials i 600 homes. Al novembre i desembre part de l'estat major es desplaçà a South Rotunda, una estructura a prova de bombes que havia estat prevista com una base anti-invasió, i estava connectada amb diversos ministeris mitjançant el Túnnel de Whitehall. Altres membres van anar a 80 Pall Mall.

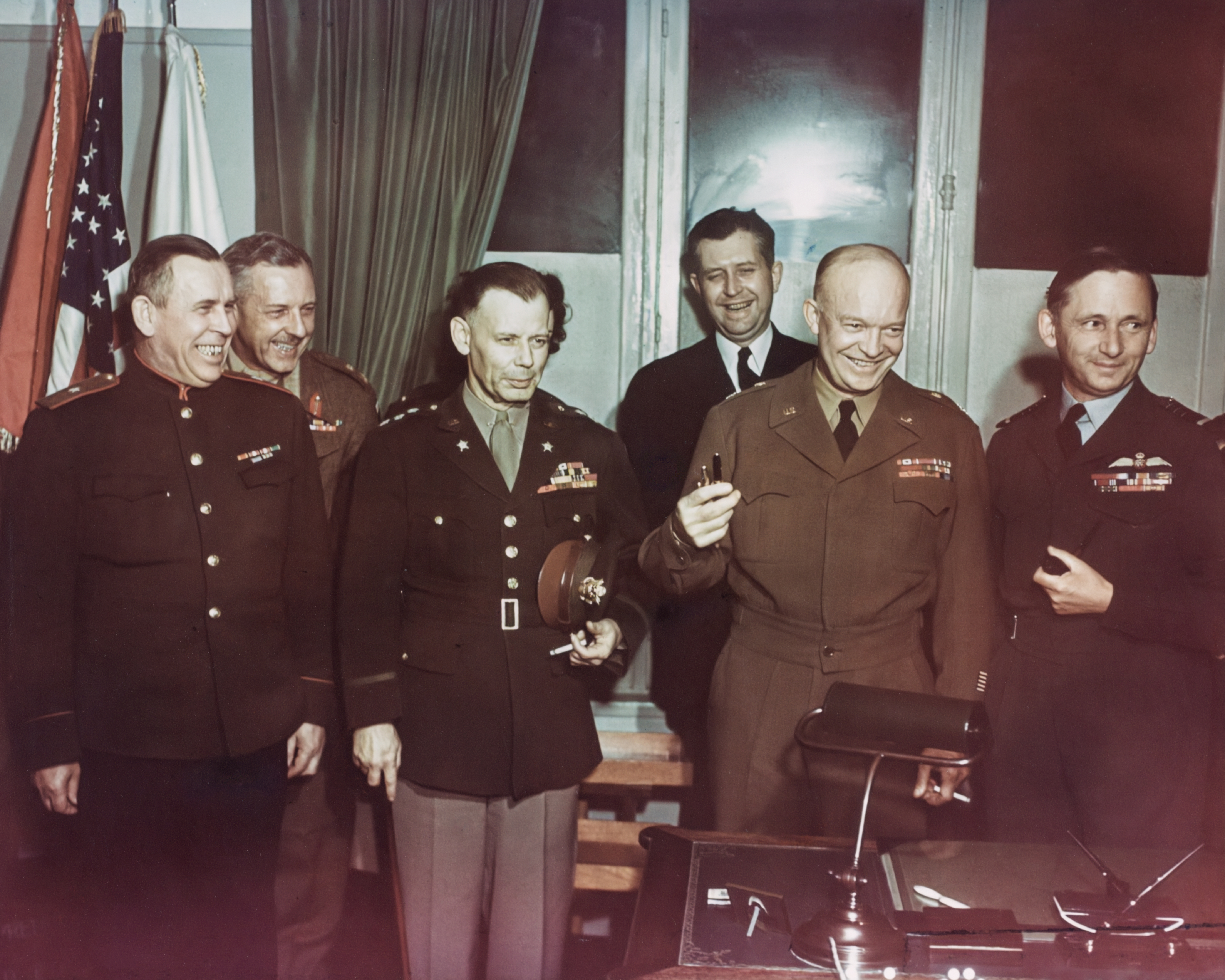
Els comandants suprems aliats al Quarter General del SHAEF a Reims poc després de la rendició alemanya. D'esquerra a dreta: major general Ivan Susloparov (URSS), tinent general Frederick Morgan (GB), tinent general Walter Bedell Smith (EUA), capità Kay Summersby (enfosquida) (GB), capità Harry C. Butcher (EUA), General de l'Exèrcit Dwight Eisenhower i Mariscal en Cap de l'Aire Arthur Tedder (GB).

El COSSAC va rebre la missió de planificar 3 operacions, l'operació Escarapel·la, una distracció per mantenir les tropes alemanyes quietes a la costa; l'operació Rankin, un pla amb les mesures que s'haurien de prendre en cas d'un col·lapse alemany sobtat; i l'operació Overlord, un pla per a un assalt a gran escala sobre el nord-oest europeu. Morgan i el seu equip treballaren en el pla Overlord durant juny i la primera meitat de juliol de 1943. el presentà al Comitè de Caps d'Estat Major el 15 de juliol. El pla senyalava detalladament les condicions sota les quals es podria realitzar l'assalt, la zona on el desembarcament podria realitzar-se, i els mitjans gràcies als quals es podria crear una base al continent.
El 28 de juliol un grup d'oficials del COSSAC, encapçalats per Baker, viatjaren a Washington DC per presentar el pla Overlord a l'Estat Major Conjunt i per conferenciar amb el Departament de Guerra sobre les tropes necessàries per a l'operació i les qüestions relatives civils i logístiques. Les missions també s'entrevistaren amb el Quarter General de la Força Aliada del general Eisenhower a Alger per coordinar les accions ofensives a la Mediterrània i al nord-oest europeu el 1944. A l'octubre i novembre, Morgan va anar a Washington per discutir l'operació amb l'Estat Major Conjunt, acompanyat només pel major general Nevil Brownjohn i un ajudant. Morgan s'entrevistà amb el general George Marshall, que li ordenà procedir amb la planificació sobre la premissa que Marshall esdevindria el Comandant Suprem Aliat i Morgan el seu Cap d'Estat Major. Morgan s'entrevistà també amb el President Franklin D. Roosevelt a la Casa Blanca. Roosevelt rebutjà la petició de Morgan d'obtenir els serveis de Anthony Joseph Drexel Biddle, Jr. perquè l'ajudés amb els afers civils, i també dubtà sobre si Marshall podria ser el Comandant Suprem Aliat. Mentre que estava als Estats Units, Morgan visità el camp de batalla de Gettysburg i els camps d'entrenament a Camp Carrabelle, Fort Benning, Camp Mackall i Fort Bragg.
Els Caps d'Estat Major Combinats autoritzaren a Morgan a donar ordres en nom del Comandant Suprem Aliat als comandants en cap de les forces navals, aèries i terrestres, encara que el superessin en rang. Quan Montgomery va ser nomenat Comandant en Cap de les Forces Terrestres per la invasió al desembre de 1943 declarà que els plans originals de Morgan eren impracticables; que inicialment havien estat limitats per la mancança de llanxes de desembarcament, però Montgomery insistí que es necessitarien més homes atacant sobre un front més ampli. Finalment s'obteniren més llanxes i la invasió va créixer a satisfacció de Montgomery, a cost d'un mes de retard i una reducció a l'operació al sud de França. Malgrat tot, tots els punts clau del pla de Morgan es van mantenir: l'elecció de Normandia com a zona d'assalt, l'ús dels ports "Mulberry", el desplegament de les tropes estatunidenques a la dreta i les britàniques a l'esquerra, l'ús de tropes paracaigudistes per cobrir els flancs i fer algun tipus d'operació de diversió al sud de França.

#### SHAEF
Quan Eisenhower va ser nomenat Comandant Suprem Aliat l'equip del COSSAC va ser integrat al SHAEF. Eisenhower portà el seu Cap d'Estat Major del Quarter General de les Forces Aliades, el Major General Bedell Smith, i traslladà el quarter general a Bushey Park. S'oferí a Morgan comandar el XIII Cos a Itàlia, però declina per tal de ser un dels tres adjunts de Smith. Les seves responsabilitats eren les àrees d'Intel·ligència i Operacions. Morgan coordinà el treball de diverses divisions del SHAEF i suplí a Bedell Smith quan era absent.
Morgan també va haver d'anar a tractar amb Mongtomery, amb qui la relació professional com a Vice-Cap d'Estat Major era semblant a la d'abans de la guerra quan Montgomery era comandant de brigada. En una ocasió Morgant va haver d'anar a l'oficina de Smith per trobar-se'l totalment enfadat al telèfon. «És aquest maleït mariscal a l'altre costat d'això», explicà Smith. «No li puc explicar més». "A mesura que la campanya avançava", va escriure Morgan, "va ser cada cop més difícil pels britànics del SHAEF aconseguir explicacions, com ens deien contínuament a fer, per l'actitud i el comportament de les autoritats britàniques com s'exemplifica pel seu representant triat en el camp." Els oficials superiors britànics del SHAEF, principalment Morgan, Kenneth Strong i Jock Whiteley, van romandre lleials a Eisenhower, la qual cosa va marcar posteriorment les seves carreres després de la guerra, quan Montgomery esdevingué Cap de l'Estat Major Imperial General.
Després de la guerra, Bedell Smith va descriure a Morgan com el seu àlter ego britànic. Morgan va servir al seu paper fins que el SHAEF es va dissoldre el juny de 1945. Va ser creat Cavaller Comandant de l'orde del Bany a l'agost de 1944 en "reconeixement dels serveis distingits relatius a la invasió de Normandia." El govern dels Estats Units el condecorà amb la Legió del Mèrit a l'abril de 1945 i amb la Medalla del Servei Distingit a l'Exèrcit el 1948 pels seus serveis.

### Carrera de postguerra

#### UNRRA
El setembre del 1945 Morgan esdevingué Cap d'Operacions per l'Administració de les Nacions Unides per l'Auxili i la Rehabilitació (United Nations Relief and Rehabilitation Administration - UNRRA ). Aplicà la seva energia i les seves habilitats de planificació davant del problema de proveir auxili als milions de refugiats que havia a Europa després de la guerra. Malgrat tot es frustrà davant la ineficiència de l'organització de Nacions Unides.
Els fets del conflicte britànicosionista al Mandat Britànic de Palestina va fer que Morgan tingués un conflicte en el seu paper per assistir els refugiats jueus al UNRRA, als quals considerava com a víctimes especials dels nazis per haver estat perseguits només per la seva raça, i en donar suport a la política britànica com a oficial de l'exèrcit britànic. El gener de 1946 creà un aldarull en afirmar a una conferència de premsa que haia una organització secreta sionista que intentava facilitar un "èxode" de jueus europeus cap a un nou estat a Palestina amb l'ajut soviètic. Posteriorment va escriure:
| « | He estat capaç de fer un panorama raonablement complet de la forma en què la UNRRA va crear estava sent utilitzat més hàbilment per promoure el que era ni més ni menys que una campanya d'agressió sionista a Palestina. A despit de la prohibició pel poder del Mandat Britànic, reticent com sempre a emprar mitjans decisius, la comanda sionista admirablement organitzada estava emprant qualsevol mitjà per obligar a la immigració al país, independentment de les dificultats i els sofriments dels immigrants, alguns dels quals semblaven tenir entusiasme espontani per la causa sionista. Tot el projecte, evidentment, tenia connivència de Rússia, si no el suport real, ja que el seu èxit podria conduir-nos a l'eliminació de l'autoritat britànica en una àrea vital de l'Orient Mitjà. | » |

Un corresponsal va dir que Morgan va fer «observacions basades en el que veia... però la controvèrsia senyala que havien estat tretes de context i juntades pels periodistes.» UNRRA esperava que Morgan presentaria la seva dimissió però no ho va fer. Morgan intentà clarificar la seva posició off the record, però no se'n va sortir, i la posició de Morgan a Alemanya va ser eliminada pel Director de l'UNRAA Fiorello La Guardia.
Les declaracions de Morgan causaren furor a la premsa, que el retrataren com a antisemita i desagradable. Malgrat tot, els comentaris de Morgan eren verídics, basats en la intel·ligència militar. La revista Time informà que «els observadors d'aquí [Berlín]... estan segurs de la sinceritat [de Morgan] i sabem que no tenia intencions d'encendre els focs de la propaganda antisemita».Archibald MacLeish, un antic sots-secretari d'estat d'afers públics, afirmà que quan la premsa havia acabat amb Sir Frederick «efecte final era una mentida i una desastrosa i malvada mentida. Ens porta a qüestionar-nos sobre els mínims periodítics. En un món que està tan integrat com aquest, la qüestió que ens hem de fer és: això és el mínim de la veritat en periodisme? Quan el periodista tracta amb un subjecte incendiari i informa verbalment que la seva història és certa, però l'efecte general és falsa, els mínims o la veritat estan satisfetes?»
Amb el seu rerefons militar, Morgan quedà superat per la corrupció, la ineficiència i la diversió política d'UNRRA. Un membre del seu estat major digué que «servir així és una degradació més enllà de tota descripció. De fet, haver estat rebutjat per aquest servei sempre he cregut que seria un gran honor.»

#### Energia atòmica
Morgan va ser nomenat Coronel Comandant de la Royal Artillery el 1948. El 1951 succeí a Lord Portal com a Controlador de l'Energia Atòmica. Aquest càrrec havia estat creat el gener de 1946 com a "Controlador de Producció, Energia Atòmica" quan el Ministeri de Subministraments assumí la responsabilitat de les armes nuclears. El càrrec, que el 1950 passà a anomenar-se "Controlador de l'Energia Atòmica", no tenia termes escrits de referència, però tenia una àmplia responsabilitat sobre la coordinació de tots els aspectes de la producció d'armament nuclear. Tot i que subordinat al Ministeri de Subministraments, el controlador tenia accés directe al Primer Ministre, tot i que Portal rarament usà el privilegi. Es creia que Morgan, que era, en paraules de Margaret Gowing «amigable però no adequat per a la tasca», havia estat nomenat per error, en haver estat confós amb el General Sir William Duthie Morgan. Aquest darrer havia impressionat al Primer Ministre Clement Attlee com a membre de l'Exèrcit de la Missió de l'Estat Major Conjunt als Estats Units entre 1947 i 1950. Morgan confià molt en els seus subordinats claus Sir John Cockcroft, William Penney i Christopher Hinton.
En aquest paper com a Controlador de l'Energia Atòmica, Morgan va estar present a l'operació Hurricane, la primera prova nuclear britànica a les illes Montebello a l'octubre de 1952. El seu càrrec gradualment va quedar reduït a una simple figura, amb la seva autoritat sent suplantada pel Comitè de l'Energia Atòmica, presidit per Lord Cherwell i abolit el 1954 amb la creació de l'Autoritat de l'Energia Atòmica del Regne Unit. Morgan va ser nomenat Controlador de les Armes Nuclears. Malgrat tot, encara era una figura important en la lluita per aquests armaments. Va estar present a la prova de la bomba de fissió impulsada Green Bamboo durant l'operació Mosaic. Morgan també va ser instrumental per l'ús de la bomba H en casos operatius.
Morgan es retirà el 1956, tot i que seguí sent Coronel Comandant de la Royal Artillery fins al 1958. El 1961 publicà les seves memòries, titulades Peace and War: A Soldier's Life. Va morir a l'Hospital Mount Vernon de Northwood (Londres) el 19 de març de 1967.

## Historial militar i condecoracions

### Dates de promoció
Tinent de 2a - 18/07/1913 [8223]
 Tinent - 09/06/1915
 Capità - 18/07/1917 (en funcions: 15/04/1916-17/07/1917)
 Major - 22/06/1932
 Tinent Coronel - 01/01/1934 (en funcions)
 Coronel - 28/05/1938, antiguitat 01/01/1937
 Brigadier - 08/08/1939-27/02/1942 (en funcions)
 Major General - 12/11/1942, (en funcions: 28/02/1941-27/02/1942; 28/02/1942-11/11/1942 - antiguitat 13/11/1941)
 Tinent General - 29/12/1946 (honorífic) (en funcions: 14/05/1942-13/05/1943 - 14/05/1943-28/12/1946)

### Condecoracions
Cavaller Comandant del Molt Honorable Orde del Bany - 24/08/1944
Company - 02/06/1943
 Estrella de 1914-15
 Medalla Britànica de la Guerra 1914-20
 Medalla de la Victòria de 1914-1918
 2 Mencions als Despatxos - 15/05/1917 i 05/07/1919
 Estrella de 1939-45
 Medalla de la Guerra 1939-1945
 Comandant de la Legió d'Honor (França)
 Creu de Guerra 1914-1918 (França)
 Creu de Guerra 1939-1945 (França)
 Comandant de la Legió del Mèrit (EUA)
 Medalla del Servei Distingit a l'Exèrcit (EUA) - 16/01/1948